# Шан (Португалия)
Шан (порт. Chã) — район (фрегезия) в Португалии, входит в округ Вила-Реал. Является составной частью муниципалитета Монталегре. По старому административному делению входил в провинцию Траз-уж-Монтиш и Алту-Дору. Входит в экономико-статистический субрегион Алту-Траз-уш-Монтеш, который входит в Северный регион. Население составляет 928 человек на 2001 год. Занимает площадь 57,60 км².